# Меморіальна премія Джеймса Тіптрі-молодшого
Меморіальна премія Джеймса Тіптрі-молодшого (англ. James Tiptree Jr. Memorial Award) — літературна премія, яку присуджують з 1991 року за науково-фантастичні та фентезійні роботи, що розширюють або досліджують розуміння ґендерних питань. Була створена письменницями-фантастками Пет Мерфі та Карен Джой Фаулер після обговорення на ВісКон.
На додачу до самої премії, судді публікують «Список пошани нагороди Тіптрі» (англ. Tiptree Award Honor List), який вони описують як «сильну частину індивідуальності нагороди (...) [та який] багато читачів використовує як список рекомендованої літератури».

## Історія
Нагорода була названа на честь письменниці Еліс Бредлі Шелдон, яка писала під псевдонімом Джеймс Тіптрі-молодший. Писавши твори, які отримували нагороди, під чоловічим ім'ям, Шелдон допомогла показати, що поділ на чоловічу та жіночу наукову фантастику був іллюзорним. Кілька років після того, як вона опублікувала свою першу роботу під псевдонімом Тіптрі-молодший, Шелдон написала кілька творів під псевдонімом Ракуна Шелдон (англ. Raccoona Sheldon). Пізніше світ наукової фантастики дізнався, що Тіптрі-молодший увесь цей час був жінкою. Це відкриття призвело до широкомасштабної дискусії щодо того, які аспекти письма, якщо такі є, мають у собі ґендер. Щоб нагадати роль ґендеру у письмі та читанні, нагороду назвали на честь Еліс Шелдон за пропозицією Карен Джой Фаулер.
Збір коштів для Тіптрі включає публікації (дві кулінарні книги), «феміністські розпродажі домашньої випічки» та аукціони. Кулінарна книга Тіптрі «Випічка, яку не помічають чоловіки» (англ. The Bakery Men Don't See), яка вийшла під редакцією співзасновниці ВісКон Джоанн Гомолл, була номінована на премію «Г'юго» за найкращу книгу про фантастику 1992 року. Журі премії Тіптрі традиційно складається з чотирьох жінок та одного чоловіка. Кошти премії знаходяться під управлінням Материнської колегії Тіптрі (англ. Tiptree Motherboard), яка зараз складається з Карен Джой Фаулер, Джоанн Гомолл, Пет Мерфі, Еллен Клейджес, Деббі Ноткін та Джеффрі Д. Сміта.

## Премія Материнській колегії Тіптрі
2011 року Асоціація дослідження наукової фантастики нагородила Материнську колегію Тіптрі премією Томаса Д. Клерсона за відмінну службу. Колегія здобула премію за «виняткову службову діяльність — сприяння викладанню та вивченню наукової фантастики, редагування, рецензування, видавнича діяльність, організація зустрічей, наставництво та лідерство у науково-фантастичних/фентезійних організаціях».

## Антології
Деякі твори лауреаток і номінанток премії та есеї були опубліковані у збірках та антологіях премії Тіптрі.
- 1999 — «Літаючі чашки та блюдця: дослідження ґендеру у науковій фантастиці та фентезі» (англ. Flying Cups and Saucers: Gender Explorations in Science Fiction and Fantasy) під редакцією Таємної групи змовниць-феміністок (англ. The Secret Feminist Cabal) та Деббі Ноткін
- 2005 — «Антологія премії Джеймса Тіптрі-молодшого 1» (англ. The James Tiptree Award Anthology 1) під редакцією Карен Джой Фаулер, Пет Мерфі, Деббі Ноткін та Джеффрі Д. Сміта
- 2006 — «Антологія премії Джеймса Тіптрі-молодшого 2» (англ. The James Tiptree Award Anthology 2) під редакцією Карен Джой Фаулер, Пет Мерфі, Деббі Ноткін та Джеффрі Д. Сміта
- 2007 — «Антологія премії Джеймса Тіптрі-молодшого 3» (англ. The James Tiptree Award Anthology 3) під редакцією Карен Джой Фаулер, Пет Мерфі, Деббі Ноткін та Джеффрі Д. Сміта
- 2009 - «Алхімія каменю» Катерини Седія.

## Лауреатки та лауреати
| Рік                    | Лауреат            | Назва твору мовою оригіналу                               | Назва твору українською мовою                           |
| ---------------------- | ------------------ | --------------------------------------------------------- | ------------------------------------------------------- |
| Ретроспективна премія  | Сюзі Маккі Чарнас  | «Motherlines»                                             | «Материнські лінії»                                     |
| Ретроспективна премія  | Сюзі Маккі Чарнас  | «Walk to the End of the World»                            | «Прогулянка на край світу»                              |
| Ретроспективна премія  | Урсула Ле Гуїн     | «The Left Hand of Darkness»                               | «Ліва рука темряви»                                     |
| Ретроспективна премія  | Джоанна Расс       | «The Female Man»                                          | «Жіночий чоловік»                                       |
| Ретроспективна премія  | Джоанна Расс       | «When It Changed»                                         | «Коли все змінилося»                                    |
| 1991                   | Елеанор Арнасон    | «A Woman of the Iron People»                              | «Жінка з залізних людей»                                |
| 1991                   | Гвінет Джоунс      | «White Queen»                                             | «Біла королева»                                         |
| 1992                   | Морін Ф. Мак-Г'ю   | «China Mountain Zhang»                                    | «Китайська гора Цанг»                                   |
| 1993                   | Нікола Гріффіт     | «Ammonite»                                                | «Амоніт»                                                |
| 1994                   | Урсула Ле Гуїн     | «The Matter of Seggri»                                    | «Справа про Сеггрі»                                     |
| 1994                   | Ненсі Спрінгер     | «Larque on the Wing»                                      | «Ларк на крилі»                                         |
| 1995                   | Елізабет Генд      | «Waking The Moon»                                         | «Збуджуючи Місяць»                                      |
| 1995                   | Теодор Рошчак      | «The Memoirs of Elizabeth Frankenstein»                   | «Мемуари Елізабет Франкенштейн»                         |
| 1996                   | Урсула Ле Гуїн     | «Mountain Ways»                                           | «Гірські шляхи»                                         |
| 1996                   | Мері Доріа Расселл | «The Sparrow»                                             | «Горобець»                                              |
| 1997                   | Кендес Джейн Дорсі | «Black Wine»                                              | «Чорне вино»                                            |
| 1997                   | Келлі Лінк         | «Travels with the Snow Queen»                             | «Подорожі зі Сніжною королевою»                         |
| 1998                   | Рафаель Картер     | «Congenital Agenesis of Gender Ideation»                  | «Вроджений агенез ґендерної ідеації»                    |
| 1999                   | Сюзі Маккі Чарнас  | «The Conqueror's Child»                                   | «Дитина завойовника»                                    |
| 2000                   | Моллі Глосс        | «Wild Life»                                               | «Дике життя»                                            |
| 2001                   | Хіромі Ґото        | «The Kappa Child»                                         | «Дитя Каппа»                                            |
| 2002                   | М. Джон Гаррісон   | «Light»                                                   | «Світло»                                                |
| 2002                   | Джон Кессел        | «Stories for Men»                                         | «Історії для чоловіків»                                 |
| 2003                   | Метт Рафф          | «Set This House in Order: A Romance Of Souls»             | «Приведіть цей будинок до порядку: Романтика душ»       |
| 2004                   | Джо Голдеман       | «Camouflage»                                              | «Камуфляж»                                              |
| 2004                   | Джоанна Сінісало   | «Not Before Sundown»                                      | «Не раніше заходу Сонця»                                |
| 2005                   | Джефф Раймен       | «Air»                                                     | «Повітря»                                               |
| 2006                   | Кетрінн Валенте    | «The Orphan's Tales: In the Night Garden»                 | «Казки сироти: У нічному саду»                          |
| 2006                   | Шеллі Джексон      | «Half Life»                                               | «Напівжиття»                                            |
| 2006 Особливе визнання | Джулі Філліпс      | «James Tiptree, Jr.: The Double Life of Alice B. Sheldon» | «Джеймс Тіптрі-молодший: Подвійне життя Еліс Б. Шелдон» |
| 2007                   | Сара Холл          | «The Carhullan Army»                                      | «Армія Каргуллана»                                      |
| 2008                   | Патрік Несс        | «The Knife of Never Letting Go»                           | «Ніж, який ніколи не відпускає»                         |
| 2008                   | Нісі Шоул          | «Filter House»                                            | «Будинок-фільтр»                                        |
| 2009                   | Грір Джилмен       | «Cloud and Ashes: Three Winter’s Tales»                   | «Хмара та попіл: Три зимові казки»                      |
| 2009                   | Фумі Йосінага      | «Ōoku: The Inner Chambers»                                | «Ооку: Внутрішні кімнати»                               |
| 2010                   | Дубравка Угрешич   | «Baba Yaga Laid an Egg»                                   | «Баба Яга знесла яєчко»                                 |
| 2011                   | Андреа Хейрстон    | «Redwood and Wildfire»                                    | «Червоне дерево та дикий вогонь»                        |
| 2012                   | Кейтлін Кірнан     | «The Drowning Girl»                                       | «Дівчина, що тоне»                                      |
| 2012                   | Кііні Ібура Салаам | «Ancient, Ancient»                                        | «Стародавній, стародавній»                              |
| 2013                   | Ніколь Бюрке       | «Rupetta»                                                 | «Рупетта»                                               |
| 2014                   | Моніка Бірн        | «The Girl in the Road»                                    | «Дівчина на дорозі»                                     |
| 2014                   | Джо Волтон         | «My Real Children»                                        | «Мої справжні діти»                                     |
| 2015                   | Юджин Фішер        | «The New Mother»                                          | «Нова матір»                                            |
| 2015                   | Пет Шмац           | «Lizard Radio»                                            | «Радіо ящірок»                                          |
| 2016                   | Анна-Марі Маклемор | «When the Moon Was Ours»                                  | «Коли Місяць був нашим»                                 |